# L'Enseignante
Pour plus de détails, voir Fiche technique et Distribution.
L'Enseignante est un film allemand réalisé par Denis Dercourt et sorti en 2019,,.

## Synopsis
À Berlin, un réfugié prend des cours d'allemand auprès d'une enseignante qui applique ce qu'elle appelle une pédagogie actionnelle. D'après ce concept, toutes les situations abordées lors des leçons doivent être vécues pour être vraiment assimilées. Un jour, la leçon porte sur la façon de tuer un homme.

## Fiche technique
- Titre : L'Enseignante
- Titre original : Die Lehrerin
- Réalisation : Denis Dercourt
- Scénario : Denis Dercourt
- Photographie : Manfred Berg
- Son : Wihelm Sannino
- Musique : Jérôme Lemonnier
- Montage : Maria Wedding
- Production : Cinema AlexanderPlatz
- Pays :  Allemagne
- Durée : 77 minutes
- Date de sortie : France - 5 juin 2019

## Distribution
- Julia Franzke : l'enseignante
- Olivier Dovergne : le migrant